# Fengle, Anhui
Fengle (kinesiska: 丰乐) är en köping i östra Kina. Den ligger i Feixi härad i staden Hefei i provinsen Anhui, omkring 36 kilometer söder om provinshuvudstaden Hefei. Antalet invånare är 38070. Befolkningen består av 18 767 kvinnor och 19 303 män. Barn under 15 år utgör 16,0 %, vuxna 15-64 år 71 %, och äldre över 65 år 12,0 %.